# Thelon
Thelon (ang. Thelon River, fr. Rivière Thelon) – rzeka w północnej Kanadzie, w Terytoriach Północno-Zachodnich i Nunavut. Jej długość wynosi 904 km, a dorzecze zajmuje powierzchnię 142,4 tys. km². 
Rzeka wypływa z jeziora Eyeberry i płynie w kierunku północnym, a później wschodnim. Przepływa przez kilka jezior, z których największe to jeziora Aberdeen w środkowym biegu i Baker w dolnym biegu. Thelon uchodzi do Zatoki Hudsona. Główne dopływy rzeki to Dubawnt i Kazan.
Rzekę po raz pierwszy przekroczył Samuel Hearne w 1770. Szczegółowo badania rzeki prowadzili w latach 1893–1894 bracia Joseph i James Tyrrell.
W 1927 nad rzeką Thelon założono rezerwat przyrody, w którym chronione są piżmowoły. W 1984 rzeka Thelon zaliczona została do Canadian Heritage Rivers System, czyli najcenniejszych pod względem przyrodniczym rzek Kanady.